# Luis Barrios
Luis Sabel Barrios Rochez (ur. 18 czerwca 1997) – honduraski zapaśnik walczący przeważnie w stylu wolnym. Zajął 26. miejsce na mistrzostwach świata w 2019 roku. 
Piąty na igrzyskach panamerykańskich w 2023. Piąty na mistrzostwach panamerykańskich w 2016, 2017 i 2025. Brązowy medalista igrzysk Ameryki Środkowej i Karaibów w 2018. Mistrz i wicemistrz igrzysk Ameryki Środkowej w 2017. Srebrny medalista mistrzostw panamerykańskich juniorów w 2017 roku.